# Ulisses Garcia
Ulisses Alexandre Garcia Lopes, más conocido como Ulisses Garcia, (Almada, Portugal, 11 de enero de 1996) es un futbolista suizo que juega de defensa en el Olympique de Marsella de la Ligue 1.

## Selección nacional
Es internacional con la selección de fútbol de Suiza. Fue internacional sub-16, sub-18, sub-19, sub-20 y sub-21 antes de convertirse en internacional absoluto el 1 de septiembre de 2021 en un partido amistoso frente a la selección de fútbol de Grecia.

## Clubes
| Club                        | País     | Año       |
| --------------------------- | -------- | --------- |
| Grasshoppers                | Suiza    | 2014-2015 |
| Werder Bremen               | Alemania | 2015-2018 |
| 1. F. C. Núremberg (cedido) | Alemania | 2018      |
| B. S. C. Young Boys         | Suiza    | 2018-2024 |
| Olympique de Marsella       | Francia  | 2024-     |

## Palmarés

### Títulos nacionales
| Título             | Club                | País  | Año  |
| ------------------ | ------------------- | ----- | ---- |
| Superliga de Suiza | B. S. C. Young Boys | Suiza | 2019 |
| Superliga de Suiza | B. S. C. Young Boys | Suiza | 2020 |
| Copa de Suiza      | B. S. C. Young Boys | Suiza | 2020 |
| Superliga de Suiza | B. S. C. Young Boys | Suiza | 2021 |
| Superliga de Suiza | B. S. C. Young Boys | Suiza | 2023 |
| Copa de Suiza      | B. S. C. Young Boys | Suiza | 2023 |